# Georg Friedrich Hildebrandt
Georg Friedrich Hildebrandt (5 juin 1764 - 23 mars 1816) est un pharmacien, un chimiste et un anatomiste allemand. Il est l'un des premiers scientifiques allemands à accepter les théories de Lavoisier. 

## Biographie
Il obtient un MD en 1783 de l'Université de Göttingen sous la supervision de Johann Friedrich Gmelin. 
Il étudie les composés à base de mercure, ainsi que les propriétés chimiques de l'oxyde de calcium, du nitrate d'ammonium et de l'ammoniac. Il observe l'effet de la lumière émise par les arcs électriques produits dans l'air. Il s'est intéressé aux applications de l'acide nitrique dans le but de déterminer le contenu en oxygène de l'air. Il met au point une méthode pour séparer l'argent du cuivre. 
Il rédige des ouvrages sur la pharmacologie et l'anatomie humaine, ainsi que des monographies sur la variole, le sommeil et le système digestif.